# Cray XC50
Cray XC50 — массово-параллельный многопроцессорный суперкомпьютер 2016 года производства компании Cray. Является доработкой Cray XC40. Отличается поддержкой графических процессоров NVIDIA Tesla P100 и новых процессоров Intel, а также использованием программного обеспечения Cray CLE 6 и CLE 7. 

## Описание
Компьютер поддерживает процессоры архитектуры x86 Intel Xeon и Xeon Phi, процессоры архитектуры ARM Cavium ThunderX2, а также графические процессоры NVIDIA Tesla P100. Используется сетевая топология «Стрекоза», где узлами служат проприетарные маршрутизаторы Aries.
Максимальная производительность составляет 500 петафлопс. Оценочная производительность составляет 1,04 петафлопс на блок. По оценкам, память составляет 24 терабайта на блок. Под управлением операционной системы Linux Cray.

## Использование
Бюро метеорологии в Австралии с 2020 года использует систему на основе Cray XC50 и Cray CS500 с общей производительностью 4 петафлопса. ИИТ Бомбей использует систему с суперкомпьютером Cray XC50 и компьютерной памятью Cray ClusterStor L300 Lustre. Институт фундаментальных наук в южнокорейском городе Тэджон используют компьютер XC50 с мощностью 1,43 петафлопса.
В Японии сразу несколько заведений используют XC50: Национальный институт радиологических наук для Международного экспериментального термоядерного реактора, Японское метеорологическое агентство использует два суперкомпьютера для прогноза погоды, Национальная астрономическая обсерватория Японии использует компьютер с 40 200 процессоров и производительностью в 3,087 петафлопса, Научно-исследовательский институт железнодорожного транспорта использует пять блоков XC50 вместе с ClusterStor L300 Lustre с общей производительностью в 500 петафлопс, Университет города Иокогама используют версию XC50-AC с воздушным охлаждением для исследований в области естественных наук.